# تپه کهریز ۳
تپه کهریز ۳ مربوط به عصر مفرغ - دوره اشکانیان - دوره سلجوقیان است و در شهرستان کرمانشاه، بخش مرکزی، دهستان بالادربند، حاشیه شمالی روستای کهریز واقع شده و این اثر در تاریخ ۲۶ اسفند ۱۳۸۷ با شمارهٔ ثبت ۲۵۴۳۹ به‌عنوان یکی از آثار ملی ایران به ثبت رسیده است.